# Maison Ikkoku - Cara dolce Kyoko
Maison Ikkoku - Cara dolce Kyoko (めぞん一刻?, Mezon Ikkoku) è un manga seinen scritto e disegnato da Rumiko Takahashi, pubblicato in Giappone sulla rivista Big Comic Spirits di Shogakukan dal novembre 1980 all'aprile 1987. È stato raccolto in 15 volumi tankōbon, trasposto nel 1986 in un anime di 96 episodi, poi in un film (Maison Ikkoku Last Movie), tre OAV e un live action. Nel maggio del 2007 è stato trasmesso in Giappone un live drama dell'opera, che ripercorre i primi episodi dell'anime. All'epoca della sua prima pubblicazione i 15 tankōbon del manga hanno venduto in Giappone oltre 10 milioni di copie.

## Trama
(Godai al termine del primo episodio dell'anime)
La storia si svolge nella città di Tokyo nel pieno degli anni '80, precisamente tra l'inverno del 1980 e la primavera del 1988. I protagonisti sono la giovane e affascinante Kyoko Chigusa, vedova Otonashi, e Yūsaku Godai, rōnin squattrinato.
Il marito di Kyoko, Soichiro Otonashi, è morto per un male sconosciuto. Il padre di lui è proprietario della "Maison Ikkoku" (una pensione edificata prima della Seconda guerra mondiale), e per tentare di far uscire la nuora dallo stato di depressione nel quale era finita dopo la morte del marito (quando inizia la storia Kyoko è vedova da circa sei mesi), le affida l'incarico di amministratrice dello stabile.
Molta gente ha insistito perché Kyoko non accettasse il lavoro, in quanto nella pensione abitano persone "poco raccomandabili", ma Kyoko non si lascia convincere dalle pressanti raccomandazioni e avendo ormai preso la sua decisione si lancia in questa nuova esperienza. Nella Maison Ikkoku incontrerà subito tutti gli inquilini: Hanae Ichinose, una donna di mezza età e sovrappeso con un figlio di 10 anni, di nome Kentaro, e un marito poco presente a causa degli orari di lavoro (le piace organizzare festicciole notturne a tema con birra e sakè, e spettegolare a destra e a manca); Akemi Roppongi, una ragazza di "dubbia moralità" che ama andare in giro per casa mezza nuda (si aggrega volentieri alle feste dove si beve alcool a volontà); Yotsuya, un uomo decisamente misterioso e approfittatore, che se ne sta tutto il giorno rinchiuso nella sua stanza (è raro vederlo uscire e del suo passato non si sa praticamente nulla); Yūsaku Godai, che avrà un rapporto speciale con Kyoko. Godai è un rōnin, cioè uno studente che ha fallito l'esame d'ammissione all'Università, impegnato a studiare per il secondo tentativo proprio nei giorni in cui arriva Kyoko. Un ultimo inquilino (presente solamente nel manga) è Nozomu Nikaido, rampollo di buona famiglia che finisce alla Maison Ikkoku per errore (era destinato ad un più lussuoso stabile, confuso con essa a causa del nome abbastanza simile), ma decide di rimanere dopo aver conosciuto la bella amministratrice. Infine è presente anche il cane del marito di Kyoko, suo omonimo: inizialmente il suo nome era Shiro, ma stranamente, dalla morte del marito di Kyoko, risponde solo al nome di Soichiro.
Godai è spesso vittima degli scherzi infami degli altri inquilini e deve sopportare le loro festicciole notturne, organizzate perennemente in camera sua. Si innamora perdutamente di Kyoko dal primo momento ed il fatto di essere più giovane di lei di due anni non gli causa alcun problema. Da questo momento Kyoko dovrà affrontare gli alti e bassi della vita che trascorrerà all'interno della Maison Ikkoku e gestire tutte le avventure amorose che si creeranno intorno a lei e alle persone che conoscerà.
Dopo pochi mesi dal suo arrivo alla pensione entrerà nella vita di Kyoko anche un affascinante e benestante allenatore di tennis, di nome Shun Mitaka, che si farà sempre più insistente con lei e rivaleggerà spesso con Godai, e unico suo punto debole è il terrore dei cani. Lo zio di Shun cerca di combinargli un matrimonio di convenienza con Asuna Kujo, timidissima ragazza di buona famiglia, e i due poi si sposeranno. Di contro Godai sarà corteggiato più o meno regolarmente da una sua ex collega, Kozue Nanao, e, nella seconda parte della storia, dalla liceale Ibuki Yagami. Un altro ostacolo a far fronte al complicato rapporto tra Kyoko e Godai è la cronica indecisione di quest'ultimo che sarà spesso causa di malintesi ed equivoci scatenando in tal modo la gelosia della ragazza; a questo va inoltre aggiunto il fatto che Godai, dopo essersi laureato in un istituto universitario di scarso prestigio, avrà non poche difficoltà a trovare lavoro, sviluppando quindi un forte complesso d'inferiorità nei confronti della ragazza di cui è innamorato.
La storia tuttavia ha un lieto fine: dopo numerose incomprensioni e disavventure Godai riuscirà ad ottenere un posto di lavoro come insegnante d'asilo e a dichiarare il suo amore a Kyoko, mentre lei da parte sua, ormai conquistata dalla sincerità e dalla determinazione del ragazzo, supererà il dolore provocato dalla scomparsa del marito e aprirà il suo cuore a Godai. I due si fidanzeranno, e dopo aver ottenuto la benedizione delle rispettive famiglie convoleranno a giuste nozze.
Alla fine della storia Mitaka e Asuna diventeranno genitori di due gemelli; Ibuki inizierà l'università ma resterà profondamente legata a Godai; Kozue si sposerà e si trasferirà a Nagoya, mentre Akemi diventerà moglie del proprietario del ChaChaMaru e si trasferirà nell'appartamento del locale presso cui lavora. Godai e Kyoko resteranno a vivere nella Maison Ikkoku insieme alla loro figlia Haruka, il cui significato è "profumo di primavera".

## Personaggi
La storia di Maison Ikkoku ruota principalmente intorno al travagliato rapporto sentimentale fra lo studente universitario Yūsaku Godai e la giovane vedova Kyōko Otonashi, amministratrice del condominio dove abita il protagonista. Pur volendo rimanere fedele alla memoria del defunto marito Soichiro, Kyoko vede la sua vita ulteriormente complicata da Shun Mitaka, facoltoso maestro di tennis che vorrebbe fare breccia nel suo cuore. Come se non bastasse Godai è a sua volta corteggiato dall'ingenua Kozue Nanao e dall'adolescente Ibuki Yagami, mentre Mitaka deve fare i conti con un matrimonio combinato con Asuna Kujō. Tutto ciò avviene sullo sfondo dell'Ikkoku-kan, in cui si svolgono le vite anche degli altri inquilini: la signora Hanae Ichinose, la libertina Akemi Roppongi ed il misterioso Yotsuya.

### I nomi dei personaggi
I cognomi degli abitanti dell'Ikkoku-kan sono legati al numero della loro stanza:
- 0 - Otonashi (La stanza dell'amministratore occupata da Kyoko non ha un numero)
- 1 - Ichinose
- 2 - Nikaido (solo nel manga)
- 3 - Mitsukoshi (solo in due episodi dell'anime)
- 4 - Yotsuya
- 5 - Godai
- 6 - Roppongi (Ro è una variazione di roku, 六, che significa sei)

Anche altri personaggi che non abitano nello stabile sono legati ai numeri:
- Mitaka - 3
- Nanao - 7
- Yagami - 8
- Kujo - 9
- Chigusa - 1000 (cognome di Kyoko da nubile)
- Ichinose, Mitaka, Yotsuya e Roppongi sono anche nomi di quartieri e città conurbate di Tokyo.

## Media

### Manga
Il manga scritto e disegnato da Rumiko Takahashi è stato serializzato dal novembre 1980 all'aprile 1987 sulla rivista Big Comic Spirits edita da Shogakukan. I vari capitoli sono stati raccolti in quindici volumi tankōbon pubblicati dal 1º maggio 1982 al 1º luglio 1987.
In Italia la serie è stata pubblicata inizialmente da Granata Press che però non ha completato l'edizione. Successivamente Star Comics acquistò i diritti della serie e la pubblicò dall'ottobre 1998 al dicembre 2000 in ventisette volumi. Nel 2014 sempre la Star Comics ha annunciato al Lucca Comics & Games una nuova edizione del manga, una Perfect Edition pagine a colori e altri contenuti non presenti nella precedente versione italiana, quest'ultima è stata pubblicata dal 2015 e si è conclusa con il decimo volume.

### Serie animata

Fotogramma tratto dalla prima sigla iniziale della serie

Un adattamento anime diretto da Kazuo Yamazaki (ep. 1-36), Takashi Annō (ep. 37-52) e Naoyuki Yoshinaga (ep. 57-96) e prodotto dallo studio d'animazione Studio Deen, venne trasmesso in Giappone su Fuji TV dal 26 marzo 1986 al 2 marzo 1988 per un totale di novantasei episodi.

#### Doppiaggio ed edizione italiana
La serie è stata importata in Italia dalla Doro TV Merchandising con il titolo Cara dolce Kyoko (Maison Ikkoku): venne trasmessa in prima visione su Junior TV dal 1º gennaio 1990 al 1993 e in seguito replicata su altre emittenti locali e syndication. L'importazione avvenne in due tronconi separati: gli episodi dal 53 in avanti vennero acquistati e trasmessi solo anni dopo la prima parte della serie e doppiati da un cast completamente diverso.
L'adattamento dialoghi è spesso approssimativo e sono presenti alcuni errori di pronuncia dei nomi; la qualità migliora leggermente nella seconda parte della serie. In entrambi i tronconi, i doppiatori sono in numero ridotto e prestano la voce a più personaggi contemporaneamente, a causa dei costi contenuti di doppiaggio. Tale problema è assente solo nel doppiaggio del film del 1988 (che riprende le voci di Yusaku e Kyoko della prima metà della serie) e dell'OAV del 1991.
| Personaggio         | Doppiatore originale | Doppiatore italiano (ep. 1-52)                            | Doppiatore italiano (ep. 53-96)        |
| ------------------- | -------------------- | --------------------------------------------------------- | -------------------------------------- |
| Yusaku Godai        | Issei Futamata       | Alessio Cigliano                                          | Sergio Luzi                            |
| Kyoko Otonashi      | Sumi Shimamoto       | Monica Ward                                               | Ludovica Marineo                       |
| Shun Mitaka         | Akira Kamiya         | Stefano Onofri                                            | Massimo Milazzo                        |
| Hanae Ichinose      | Kazuyo Aoki          | Daniela Caroli Renata Biserni (ep.22)                     | Ludovica Marineo                       |
| Kentaro Ichinose    | Chika Sakamoto       | Monica Ward                                               | Gabriella Andreini                     |
| Mr. Ichinose        | Minoru Yada          | Gabriele Carrara (ep.28 e 48) Bruno Cattaneo (ep.41 e 50) | Bruno Cattaneo                         |
| Yotsuya             | Shigeru Chiba        | Angelo Maggi                                              | Massimo Milazzo                        |
| Akemi Roppongi      | Yūko Mita            | Daniela Caroli Renata Biserni (ep.22)                     | Ludovica Marineo                       |
| Master (Chachamaru) | Norio Wakamoto       | Bruno Cattaneo                                            | Sergio Luzi                            |
| Kozue Nanao         | Miina Tominaga       | Daniela Caroli Monica Ward (ep.22)                        | Gabriella Andreini                     |
| Sakamoto            | Toshio Furukawa      | Stefano Onofri Alessio Cigliano (ep.5)                    | Sergio Luzi                            |
| Soichiro Otonashi   | Hideyuki Tanaka      | Angelo Maggi (ep.17) Bruno Cattaneo Alessio Cigliano      | Sergio Luzi                            |
| Mr. Otonashi        | Ryūichi Saikachi     | Bruno Cattaneo                                            | Bruno Cattaneo Massimo Milazzo (ep.53) |
| Ikuko Otonashi      | Mayumi Sho           | Daniela Caroli                                            | Gabriella Andreini                     |
| Soichiro            | Shigeru Chiba        | Alessio Cigliano                                          | Sergio Luzi                            |
| Nonna Yukari Godai  | Hisako Kyōda         | Daniela Caroli                                            | Gabriella Andreini                     |
| Asuna Kujo          | Hiromi Tsuru         | –                                                         | Gabriella Andreini                     |
| Ibuki Yagami        | Yuriko Fuchizaki     | –                                                         | Gabriella Andreini                     |
| Ritsuko Chigusa     | Minori Matsushima    | Daniela Caroli Renata Biserni (ep.22)                     | Gabriella Andreini                     |
| Mr. Chigusa         | Kosei Tomita         | Bruno Cattaneo                                            | Sergio Luzi                            |
| Iioka               | Kei Tomiyama         | –                                                         | Massimo Milazzo                        |
| Nozomu Nikaido      | Ryō Horikawa         | –                                                         | –                                      |

In Italia, la serie è stata pubblicata in VHS negli anni novanta (su licenza Doro TV e quindi con lo stesso master televisivo) inizialmente da Granata Press, che distribuì i primi 13 nastri con 3 episodi l'uno, e da Dynamic Italia, che ristampò le uscite precedenti e distribuì altri 2 nastri con 8/9 episodi l'uno; in seguito la pubblicazione si interruppe e venne terminata solo nei primi anni 2000 dalla S.I.A./Explosion Video con le ultime 8 VHS. Un'altra edizione in VHS, con 2 episodi a nastro e rimasta incompleta, fu distribuita nelle edicole da Multivideo sempre su licenza Doro TV. Yamato Video a partire dal 2006 ha commercializzato i DVD con sottotitoli fedeli all'originale con il titolo Maison Ikkoku - Cara dolce Kyoko.

#### Sigle
In Italia vengono usate le sigle originali, con alcune eccezioni. Per motivi ignoti nei passaggi televisivi italiani degli anni '90 le ultime sigle, Hidamari e Begin the Night, non vennero trasmesse e al loro posto si continuò ad usare le canzoni precedenti, Sunny Shiny Morning e Sayonara no dessin. Nelle sole VHS numero 14 e 15 pubblicate dalla Dynamic Italia (quindi per gli episodi da 40 a 56) le sigle originali vennero sostituite da due brani del cantautore Rosario Di Bella, Difficile amarsi e Sto pensando a te. Nelle edizioni in DVD e nei successivi passaggi televisivi sono state quasi sempre reintegrate le sigle corrette: tuttavia l'episodio 24 non utilizza più i brani Alone Again (Naturally) e Get Down per problemi nell'acquisizione dei diritti musicali; vengono quindi riutilizzate Kanashimi yo konnichiwa e Ci-ne-ma sulle immagini delle videosigle esclusive per quell'episodio.
Sigle di apertura
- Kanashimi yo konnichiwa (悲しみよこんにちは? lett. "Buongiorno tristezza"), di Yuki Saitō (ep. 1-23, 25-37)
- Alone Again (Naturally), di Gilbert O'Sullivan (ep. 24)
- Suki sa (好きさ? lett. "Mi piaci"), dei Anzen Chitai (ep. 38-52)
- Sunny Shiny Morning (サニー シャイニー モーニング?), di Kiyonori Matsuo (ep. 53-76)
- Hidamari (陽だまり? lett. "Un luogo soleggiato"), di Kōzō Murashita (ep. 77-96)

Sigle di chiusura
- Ashita hareru ka (あした晴れるか? lett. "Che il domani sia luminoso"[N 3]), di Takao Kisugi (ep. 1-14)
- Ci-ne-ma[N 4] (シ・ネ・マ?), dei Picasso (ep. 15-23, 25-33)
- Get Down, di Gilbert O'Sullivan (ep. 24)
- Fantasy (ファンタジー?), dei Picasso (ep. 34-52)
- Sayonara no dessin (サヨナラの素描?), dei Picasso (ep. 53-76)
- Begin the Night (ビギン・ザ・ナイト?), dei Picasso (ep. 77-96)

### Film anime
Nel 1988 è stato prodotto un film anime diretto da Tomomi Mochizuki. In Italia è stato pubblicato in VHS da Granata Press e ristampato poi da Dynamic Italia e Yamato Video.

### Film e miniserie
Nel 1986 è stato prodotto un film live action diretto da Shin'ichirō Sawai. Tra il 2007 ed il 2008 è stata mandata in onda una miniserie televisiva omonima.

### OAV
Sono stati prodotti 3 OAV, di cui due speciali, il primo nel 1988 di 90 minuti che ripercorre i momenti decisivi della serie tra Godai e Kyoko e uno nel 1992 di 27 minuti che raduna i flashback della serie tra Kyoko e Soichiro. Nel 1991 è uscito Naufragio sull'isola Ikkoku dalla durata di 23 minuti che rappresenta una puntata inedita. Quest'ultimo è stato distribuito in Italia da Yamato Video nel 2007 come contenuto speciale del DVD del film, ed è stato trasmesso in TV per la prima volta il 12 novembre 2010 su Man-ga. Il doppiaggio di questo OAV è stato eseguito a Milano da un diverso cast di doppiatori.
| Nº | Titolo italiano Giapponese 「Kanji」 - Rōmaji                                                                                       | Prima edizione    | Prima edizione                     |
| Nº | Titolo italiano Giapponese 「Kanji」 - Rōmaji                                                                                       | Giapponese        | Italiano (trasmissione televisiva) |
| 1  | Maison Ikkoku: Lungo il cammino delle stagioni 「めぞん一刻～移りゆく季節の中で～」 - Maison Ikkoku ~Utsuriyuku kisetsu no naka de~ | 25 settembre 1988 | –                                  |
| 2  | Naufragio sull'isola Ikkoku 「めぞん一刻 一刻島ナンパ始末記」 - Maison Ikkoku: Ikkoku-tō nanpa shimatsu ki                          | 31 gennaio 1991   | 12 novembre 2010                   |
| 3  | Prelude Maison Ikkoku 「プレリュードめぞん一刻」 - Pureryūdo Mezon Ikkoku                                                           | 25 giugno 1992    | –                                  |

## Citazioni di altre opere
- Nel 15º episodio, quando Kyoko si trova nel college a guardare le stelle, ci sono anche Lamù e Ran. Il manga Lamù è stato scritto e disegnato sempre da Rumiko Takahashi proprio prima di Maison Ikkoku, ed anche gli episodi dei due anime sono legati tra loro: Maison Ikkoku andò in onda al termine di Lamù, nella stessa fascia oraria.
- Nel primo episodio, nella prima scena, vi sono 3 bambini delle elementari che guardano dal ponte. I tre somigliano incredibilmente a Ataru, Shinobu e Megane.

## Accoglienza
Nel sondaggio Manga Sōsenkyo 2021 indetto da TV Asahi, 150 000 persone hanno votato la loro top 100 delle serie manga e Maison Ikkoku si è classificata al 32º posto.